# Équipe des Pays-Bas de football au Championnat d'Europe 2020
Cet article relate le parcours de l'équipe des Pays-Bas de football lors du Championnat d'Europe 2020 organisé dans 11 grandes villes d'Europe du 11 juin au 11 juillet 2021. Son parcours prend fin à la suite d'une défaite en huitièmes de finale contre la Tchéquie (0-2), qui mène au départ du sélectionneur Frank de Boer deux jours plus tard.

## Qualifications
| Rang | Équipe              | Pts | J | G | N | P | Bp | Bc | Diff |  | Résultats (▼ dom., ► ext.) |     |     |     |     |     |
| ---- | ------------------- | --- | - | - | - | - | -- | -- | ---- |  | -------------------------- | --- | --- | --- | --- | --- |
| 1    | Allemagne           | 21  | 8 | 7 | 0 | 1 | 30 | 7  | +23  |  | Allemagne                  |     | 2-4 | 6-1 | 4-0 | 8-0 |
| 2    | Pays-Bas            | 19  | 8 | 6 | 1 | 1 | 24 | 7  | +17  |  | Pays-Bas                   | 2-3 |     | 3-1 | 4-0 | 5-0 |
| 3    | Irlande du Nord (B) | 13  | 8 | 4 | 1 | 3 | 9  | 13 | -4   |  | Irlande du Nord (B)        | 0-2 | 0-0 |     | 2-1 | 2-0 |
| 4    | Biélorussie (B)     | 4   | 8 | 1 | 1 | 6 | 4  | 16 | -12  |  | Biélorussie (B)            | 0-2 | 1-2 | 0-1 |     | 0-0 |
| 5    | Estonie             | 1   | 8 | 0 | 1 | 7 | 2  | 26 | -24  |  | Estonie                    | 0-3 | 0-4 | 1-2 | 1-2 |     |

- Sélection directement qualifiée pour l'Euro 2020

## Phase finale

### Effectif
NB : Les âges et les sélections sont calculés au début de l'Euro 2020, le 11 juin 2021.

### Premier tour
| v · m | Équipe            | Pts | J | G | N | P | Bp | Bc | Diff |
| ----- | ----------------- | --- | - | - | - | - | -- | -- | ---- |
| 1     | Pays-Bas          | 9   | 3 | 3 | 0 | 0 | 8  | 2  | +6   |
| 2     | Autriche          | 6   | 3 | 2 | 0 | 1 | 4  | 3  | +1   |
| 3     | Ukraine           | 3   | 3 | 1 | 0 | 2 | 4  | 5  | -1   |
| 4     | Macédoine du Nord | 0   | 3 | 0 | 0 | 3 | 2  | 8  | -6   |

#### Pays-Bas - Ukraine
| Match 7            | Pays-Bas                                           | 3 - 2   | Ukraine                                                       | Johan Cruyff Arena, Amsterdam                                            |                                                                          |
| 13 juin 2021 21h00 | Wijnaldum 52e · Weghorst 58e · ( Aké) Dumfries 85e | (0 - 0) | 75e Iarmolenko (Iaremtchouk ) · 79e Iaremtchouk (Malinovsky ) | Spectateurs : 15 837 Arbitrage : Felix Brych Arbitre vidéo : Marco Fritz | Spectateurs : 15 837 Arbitrage : Felix Brych Arbitre vidéo : Marco Fritz |
| 13 juin 2021 21h00 | Rapport                                            |         |                                                               | Spectateurs : 15 837 Arbitrage : Felix Brych Arbitre vidéo : Marco Fritz | Spectateurs : 15 837 Arbitrage : Felix Brych Arbitre vidéo : Marco Fritz |

| Pays-Bas | Ukraine |

| PAYS-BAS :      |    |                      |       |
|                 |    |                      |       |
| Gardien de but  | 1  | Maarten Stekelenburg |       |
|                 | 12 | Patrick van Aanholt  | 64e   |
|                 | 17 | Daley Blind          | 64e   |
|                 | 6  | Stefan de Vrij       |       |
|                 | 25 | Jurriën Timber       | 88e   |
|                 | 22 | Denzel Dumfries      |       |
|                 | 21 | Frenkie de Jong      |       |
|                 | 8  | Georginio Wijnaldum  |       |
|                 | 15 | Marten de Roon       |       |
|                 | 10 | Memphis Depay        | 90+1e |
|                 | 19 | Wout Weghorst        | 88e   |
| Remplaçants :   |    |                      |       |
|                 | 4  | Nathan Aké           | 64e   |
|                 | 5  | Owen Wijndal         | 64e   |
|                 | 9  | Luuk de Jong         | 88e   |
|                 | 2  | Joël Veltman         | 88e   |
|                 | 18 | Donyell Malen        | 90+1e |
| Sélectionneur : |    |                      |       |
| Frank de Boer   |    |                      |       |

| UKRAINE :         |    |                     |       |     |     |
|                   |    |                     |       |     |     |
| Gardien de but    | 1  | Heorhi Bouchtchan   |       |     |     |
|                   | 16 | Vitali Mykolenko    |       |     |     |
|                   | 22 | Mykola Matvienko    |       |     |     |
|                   | 13 | Illia Zabarny       |       |     |     |
|                   | 21 | Olexandr Karavaïev  |       |     |     |
|                   | 17 | Olexandr Zintchenko |       |     |     |
|                   | 20 | Olexandr Zoubkov    |       |     | 13e |
|                   | 8  | Rouslan Malinovsky  |       |     |     |
|                   | 5  | Serhi Sydortchouk   | 90+3e |     |     |
|                   | 7  | Andri Iarmolenko    |       |     |     |
|                   | 9  | Roman Iaremtchouk   |       |     |     |
| Remplaçants :     |    |                     |       |     |     |
|                   | 11 | Marlos              |       | 13e | 64e |
|                   | 10 | Mykola Chaparenko   |       | 64e |     |
| Sélectionneur :   |    |                     |       |     |     |
| Andri Chevtchenko |    |                     |       |     |     |

| Assistants : Mark Borsch Stefan Lupp Quatrième arbitre : Bartosz Frankowski Homme du match : Denzel Dumfries |

#### Pays-Bas - Autriche
| Match 18           | Pays-Bas                                 | 2 - 0   | Autriche | Amsterdam ArenA, Amsterdam                                               |                                                                          |
| 17 juin 2021 21h00 | Depay 11e (pen.) · ( Malen) Dumfries 67e | (1 - 0) |          | Spectateurs : 15 243 Arbitrage : Orel Grinfeld Arbitre vidéo : Paweł Gil | Spectateurs : 15 243 Arbitrage : Orel Grinfeld Arbitre vidéo : Paweł Gil |
| 17 juin 2021 21h00 | Rapport                                  |         |          | Spectateurs : 15 243 Arbitrage : Orel Grinfeld Arbitre vidéo : Paweł Gil | Spectateurs : 15 243 Arbitrage : Orel Grinfeld Arbitre vidéo : Paweł Gil |

| Pays-Bas | Autriche |

| PAYS-BAS :      |    |                      |     |     |
|                 |    |                      |     |     |
| Gardien de but  | 1  | Maarten Stekelenburg |     |     |
|                 | 12 | Patrick van Aanholt  |     | 64e |
|                 | 17 | Daley Blind          |     | 64e |
|                 | 3  | Matthijs de Ligt     |     |     |
|                 | 6  | Stefan de Vrij       |     |     |
|                 | 22 | Denzel Dumfries      |     |     |
|                 | 21 | Frenkie de Jong      |     |     |
|                 | 8  | Georginio Wijnaldum  |     |     |
|                 | 15 | Marten de Roon       | 14e | 74e |
|                 | 10 | Memphis Depay        |     | 82e |
|                 | 19 | Wout Weghorst        |     | 64e |
| Remplaçants :   |    |                      |     |     |
|                 | 4  | Nathan Aké           |     | 64e |
|                 | 18 | Donyell Malen        |     | 64e |
|                 | 5  | Owen Wijndal         |     | 64e |
|                 | 16 | Ryan Gravenberch     |     | 74e |
|                 | 9  | Luuk de Jong         |     | 82e |
| Sélectionneur : |    |                      |     |     |
| Frank de Boer   |    |                      |     |     |

| AUTRICHE :      |    |                       |     |     |
|                 |    |                       |     |     |
| Gardien de but  | 13 | Daniel Bachmann       | 67e |     |
|                 | 2  | Andreas Ulmer         |     |     |
|                 | 4  | Martin Hinteregger    |     |     |
|                 | 3  | Aleksandar Dragović   |     | 84e |
|                 | 21 | Stefan Lainer         |     |     |
|                 | 8  | David Alaba           | 10e |     |
|                 | 24 | Konrad Laimer         |     | 61e |
|                 | 23 | Xaver Schlager        |     | 84e |
|                 | 19 | Christoph Baumgartner |     | 70e |
|                 | 9  | Marcel Sabitzer       |     |     |
|                 | 11 | Michael Gregoritsch   |     | 62e |
| Remplaçants :   |    |                       |     |     |
|                 | 10 | Florian Grillitsch    |     | 61e |
|                 | 25 | Saša Kalajdžić        |     | 62e |
|                 | 22 | Valentino Lazaro      |     | 70e |
|                 | 15 | Philipp Lienhart      |     | 84e |
|                 | 20 | Karim Onisiwo         |     | 84e |
| Sélectionneur : |    |                       |     |     |
| Franco Foda     |    |                       |     |     |

| Assistants : Roy Hassan Idan Yarkoni Quatrième arbitre : Davide Massa Homme du match : Denzel Dumfries |

#### Macédoine du Nord - Pays-Bas
| Match 27           | Macédoine du Nord | 0 - 3   | Pays-Bas                                                             | Amsterdam ArenA, Amsterdam                                                    |                                                                               |
| 21 juin 2021 18h00 |                   | (0 - 1) | 24e Depay (Malen ) · 50e Wijnaldum (Depay ) · 58e Wijnaldum (Depay ) | Spectateurs : 15 227 Arbitrage : István Kovács Arbitre vidéo : Marco di Bello | Spectateurs : 15 227 Arbitrage : István Kovács Arbitre vidéo : Marco di Bello |
| 21 juin 2021 18h00 | Rapport           |         |                                                                      | Spectateurs : 15 227 Arbitrage : István Kovács Arbitre vidéo : Marco di Bello | Spectateurs : 15 227 Arbitrage : István Kovács Arbitre vidéo : Marco di Bello |

| Macédoine du Nord | Pays-Bas |

| MACÉDOINE DU NORD : |    |                       |     |     |
|                     |    |                       |     |     |
| Gardien de but      | 1  | Stole Dimitrievski    |     |     |
|                     | 8  | Ezgjan Alioski        | 65e |     |
|                     | 6  | Visar Musliu          | 48e |     |
|                     | 14 | Darko Velkovski       |     |     |
|                     | 13 | Stefan Ristovski      | 18e |     |
|                     | 5  | Arijan Ademi          |     | 78e |
|                     | 17 | Enis Bardhi           |     | 78e |
|                     | 9  | Aleksandar Trajkovski |     | 68e |
|                     | 21 | Elif Elmas            |     |     |
|                     | 7  | Ivan Tričkovski       |     | 56e |
|                     | 10 | Goran Pandev          |     | 68e |
| Remplaçants :       |    |                       |     |     |
|                     | 25 | Darko Churlinov       |     | 56e |
|                     | 11 | Ferhan Hasani         |     | 68e |
|                     | 15 | Tihomir Kostadinov    | 84e | 68e |
|                     | 18 | Vlatko Stojanovski    |     | 78e |
|                     | 16 | Boban Nikolov         |     | 78e |
| Sélectionneur :     |    |                       |     |     |
| Igor Angelovski     |    |                       |     |     |

| PAYS-BAS :      |    |                      |     |
|                 |    |                      |     |
| Gardien de but  | 1  | Maarten Stekelenburg |     |
|                 | 12 | Patrick van Aanholt  |     |
|                 | 17 | Daley Blind          |     |
|                 | 3  | Matthijs de Ligt     |     |
|                 | 6  | Stefan de Vrij       | 46e |
|                 | 22 | Denzel Dumfries      | 46e |
|                 | 16 | Ryan Gravenberch     |     |
|                 | 8  | Georginio Wijnaldum  |     |
|                 | 21 | Frenkie de Jong      | 78e |
|                 | 18 | Donyell Malen        | 66e |
|                 | 10 | Memphis Depay        | 66e |
| Remplaçants :   |    |                      |     |
|                 | 7  | Steven Berghuis      | 46e |
|                 | 25 | Jurriën Timber       | 46e |
|                 | 19 | Wout Weghorst        | 66e |
|                 | 11 | Quincy Promes        | 66e |
|                 | 26 | Cody Gakpo           | 78e |
| Sélectionneur : |    |                      |     |
| Frank de Boer   |    |                      |     |

| Assistants : Vasile Marinescu Ovidiu Artene Quatrième arbitre : Georgi Kabakov Homme du match : Georginio Wijnaldum |

### Huitième de finale

#### Pays-Bas - Tchéquie
| Match 40                | Pays-Bas | 0 - 2   | Tchéquie                                 | Stade Ferenc-Puskás, Budapest                                                  |                                                                                |
| 27 juin 2021 18h00 CEST |          | (0 - 0) | 68e Holeš (Kalas ) · 80e Schick (Holeš ) | Spectateurs : 52 834 Arbitrage : Sergei Karasev Arbitre vidéo : Stuart Attwell | Spectateurs : 52 834 Arbitrage : Sergei Karasev Arbitre vidéo : Stuart Attwell |
| 27 juin 2021 18h00 CEST | Rapport  |         |                                          | Spectateurs : 52 834 Arbitrage : Sergei Karasev Arbitre vidéo : Stuart Attwell | Spectateurs : 52 834 Arbitrage : Sergei Karasev Arbitre vidéo : Stuart Attwell |

| Pays-Bas | Tchéquie |

| PAYS-BAS :      |    |                      |     |     |
|                 |    |                      |     |     |
| Gardien de but  | 1  | Maarten Stekelenburg |     |     |
|                 | 12 | Patrick van Aanholt  |     | 81e |
|                 | 17 | Daley Blind          |     | 81e |
|                 | 3  | Matthijs de Ligt     | 55e |     |
|                 | 6  | Stefan de Vrij       |     |     |
|                 | 22 | Denzel Dumfries      | 46e |     |
|                 | 21 | Frenkie de Jong      | 84e |     |
|                 | 8  | Georginio Wijnaldum  |     |     |
|                 | 15 | Marten de Roon       |     | 73e |
|                 | 18 | Donyell Malen        |     | 57e |
|                 | 10 | Memphis Depay        |     |     |
| Remplaçants :   |    |                      |     |     |
|                 | 11 | Quincy Promes        |     | 57e |
|                 | 19 | Wout Weghorst        |     | 73e |
|                 | 7  | Steven Berghuis      |     | 81e |
|                 | 25 | Jurriën Timber       |     | 81e |
| Sélectionneur : |    |                      |     |     |
| Frank de Boer   |    |                      |     |     |

| TCHÉQUIE :       |    |                  |     |       |
|                  |    |                  |     |       |
| Gardien de but   | 1  | Tomáš Vaclík     |     |       |
|                  | 2  | Pavel Kadeřábek  |     |       |
|                  | 6  | Tomáš Kalas      |     |       |
|                  | 3  | Ondřej Čelůstka  |     |       |
|                  | 5  | Vladimír Coufal  | 56e |       |
|                  | 15 | Tomáš Souček     |     |       |
|                  | 9  | Tomáš Holeš      |     | 85e   |
|                  | 13 | Petr Ševčík      |     | 85e   |
|                  | 7  | Antonín Barák    |     | 90+2e |
|                  | 12 | Lukáš Masopust   |     | 79e   |
|                  | 10 | Patrik Schick    |     | 90+2e |
| Remplaçants :    |    |                  |     |       |
|                  | 14 | Jakub Jankto     |     | 79e   |
|                  | 19 | Adam Hložek      |     | 85e   |
|                  | 21 | Alex Král        |     | 85e   |
|                  | 11 | Michael Krmenčík |     | 90+2e |
|                  | 26 | Michal Sadílek   |     | 90+2e |
| Sélectionneur :  |    |                  |     |       |
| Jaroslav Šilhavý |    |                  |     |       |

| Assistants : Igor Demeshko Maksim Gavrilin Quatrième arbitre : Stéphanie Frappart Homme du match : Tomáš Holeš |

## Statistiques

### Temps de jeu
| Joueur               |          |          |          |          | TT       | But inscrit | Passe décisive | MJ       | MT       | Légende |
| -------------------- | -------- | -------- | -------- | -------- | -------- | ----------- | -------------- | -------- | -------- | --- |
| Gardiens             | Gardiens | Gardiens | Gardiens | Gardiens | Gardiens | Gardiens    | Gardiens       | Gardiens | Gardiens | Abréviations et symboles : TT : Total de minutes jouées MJ : Nombre de matchs joués MT : Matchs joués en tant que titulaire : but : passe décisive : joueur entré : joueur remplacé : capitaine : carton jaune : carton rouge |
| Maarten Stekelenburg | 90       | 90       | 90       | 90       | 360      |             |                | 4        | 4        | Abréviations et symboles : TT : Total de minutes jouées MJ : Nombre de matchs joués MT : Matchs joués en tant que titulaire : but : passe décisive : joueur entré : joueur remplacé : capitaine : carton jaune : carton rouge |
| Tim Krul             |          |          |          |          | 0        |             |                | 0        | 0        | Abréviations et symboles : TT : Total de minutes jouées MJ : Nombre de matchs joués MT : Matchs joués en tant que titulaire : but : passe décisive : joueur entré : joueur remplacé : capitaine : carton jaune : carton rouge |
| Marco Bizot          |          |          |          |          | 0        |             |                | 0        | 0        | Abréviations et symboles : TT : Total de minutes jouées MJ : Nombre de matchs joués MT : Matchs joués en tant que titulaire : but : passe décisive : joueur entré : joueur remplacé : capitaine : carton jaune : carton rouge |
| Défenseurs           |          |          |          |          |          |             |                |          |          | Abréviations et symboles : TT : Total de minutes jouées MJ : Nombre de matchs joués MT : Matchs joués en tant que titulaire : but : passe décisive : joueur entré : joueur remplacé : capitaine : carton jaune : carton rouge |
| Joël Veltman         | 2        |          |          |          | 2        |             |                | 1        |          | Abréviations et symboles : TT : Total de minutes jouées MJ : Nombre de matchs joués MT : Matchs joués en tant que titulaire : but : passe décisive : joueur entré : joueur remplacé : capitaine : carton jaune : carton rouge |
| Matthijs de Ligt     |          | 90       | 90       | 55       | 235      |             |                | 3        | 3        | Abréviations et symboles : TT : Total de minutes jouées MJ : Nombre de matchs joués MT : Matchs joués en tant que titulaire : but : passe décisive : joueur entré : joueur remplacé : capitaine : carton jaune : carton rouge |
| Nathan Aké           | 26       | 26       |          |          | 52       |             | 1              | 2        |          | Abréviations et symboles : TT : Total de minutes jouées MJ : Nombre de matchs joués MT : Matchs joués en tant que titulaire : but : passe décisive : joueur entré : joueur remplacé : capitaine : carton jaune : carton rouge |
| Owen Wijndal         | 26       | 25       |          |          | 51       |             |                | 2        |          | Abréviations et symboles : TT : Total de minutes jouées MJ : Nombre de matchs joués MT : Matchs joués en tant que titulaire : but : passe décisive : joueur entré : joueur remplacé : capitaine : carton jaune : carton rouge |
| Stefan de Vrij       | 90       | 90       | 46       | 90       | 316      |             |                | 4        | 4        | Abréviations et symboles : TT : Total de minutes jouées MJ : Nombre de matchs joués MT : Matchs joués en tant que titulaire : but : passe décisive : joueur entré : joueur remplacé : capitaine : carton jaune : carton rouge |
| Patrick van Aanholt  | 64       | 65       | 90       | 81       | 300      |             |                | 4        | 4        | Abréviations et symboles : TT : Total de minutes jouées MJ : Nombre de matchs joués MT : Matchs joués en tant que titulaire : but : passe décisive : joueur entré : joueur remplacé : capitaine : carton jaune : carton rouge |
| Daley Blind          | 64       | 64       | 90       | 81       | 299      |             |                | 4        | 4        | Abréviations et symboles : TT : Total de minutes jouées MJ : Nombre de matchs joués MT : Matchs joués en tant que titulaire : but : passe décisive : joueur entré : joueur remplacé : capitaine : carton jaune : carton rouge |
| Denzel Dumfries      | 90       | 90       | 46       | 90       | 316      | 2           |                | 4        | 4        | Abréviations et symboles : TT : Total de minutes jouées MJ : Nombre de matchs joués MT : Matchs joués en tant que titulaire : but : passe décisive : joueur entré : joueur remplacé : capitaine : carton jaune : carton rouge |
| Jurriën Timber       | 88       |          | 44       | 9        | 141      |             |                | 3        | 1        | Abréviations et symboles : TT : Total de minutes jouées MJ : Nombre de matchs joués MT : Matchs joués en tant que titulaire : but : passe décisive : joueur entré : joueur remplacé : capitaine : carton jaune : carton rouge |
| Milieux              |          |          |          |          |          |             |                |          |          | Abréviations et symboles : TT : Total de minutes jouées MJ : Nombre de matchs joués MT : Matchs joués en tant que titulaire : but : passe décisive : joueur entré : joueur remplacé : capitaine : carton jaune : carton rouge |
| Georginio Wijnaldum  | 90       | 90       | 90       | 90       | 360      | 3           |                | 4        | 4        | Abréviations et symboles : TT : Total de minutes jouées MJ : Nombre de matchs joués MT : Matchs joués en tant que titulaire : but : passe décisive : joueur entré : joueur remplacé : capitaine : carton jaune : carton rouge |
| Davy Klaassen        |          |          |          |          | 0        |             |                | 0        | 0        | Abréviations et symboles : TT : Total de minutes jouées MJ : Nombre de matchs joués MT : Matchs joués en tant que titulaire : but : passe décisive : joueur entré : joueur remplacé : capitaine : carton jaune : carton rouge |
| Marten de Roon       | 90       | 74       |          | 73       | 237      |             |                | 3        | 3        | Abréviations et symboles : TT : Total de minutes jouées MJ : Nombre de matchs joués MT : Matchs joués en tant que titulaire : but : passe décisive : joueur entré : joueur remplacé : capitaine : carton jaune : carton rouge |
| Ryan Gravenberch     |          | 16       | 90       |          | 106      |             |                | 2        | 1        | Abréviations et symboles : TT : Total de minutes jouées MJ : Nombre de matchs joués MT : Matchs joués en tant que titulaire : but : passe décisive : joueur entré : joueur remplacé : capitaine : carton jaune : carton rouge |
| Frenkie de Jong      | 90       | 90       | 78       | 90       | 360      |             |                | 4        | 4        | Abréviations et symboles : TT : Total de minutes jouées MJ : Nombre de matchs joués MT : Matchs joués en tant que titulaire : but : passe décisive : joueur entré : joueur remplacé : capitaine : carton jaune : carton rouge |
| Teun Koopmeiners     |          |          |          |          | 0        |             |                | 0        | 0        | Abréviations et symboles : TT : Total de minutes jouées MJ : Nombre de matchs joués MT : Matchs joués en tant que titulaire : but : passe décisive : joueur entré : joueur remplacé : capitaine : carton jaune : carton rouge |
| Attaquants           |          |          |          |          |          |             |                |          |          | Abréviations et symboles : TT : Total de minutes jouées MJ : Nombre de matchs joués MT : Matchs joués en tant que titulaire : but : passe décisive : joueur entré : joueur remplacé : capitaine : carton jaune : carton rouge |
| Steven Berghuis      |          |          | 44       | 9        | 53       |             |                | 2        | 0        | Abréviations et symboles : TT : Total de minutes jouées MJ : Nombre de matchs joués MT : Matchs joués en tant que titulaire : but : passe décisive : joueur entré : joueur remplacé : capitaine : carton jaune : carton rouge |
| Luuk de Jong         | 2        | 8        |          |          | 10       |             |                | 2        | 0        | Abréviations et symboles : TT : Total de minutes jouées MJ : Nombre de matchs joués MT : Matchs joués en tant que titulaire : but : passe décisive : joueur entré : joueur remplacé : capitaine : carton jaune : carton rouge |
| Memphis Depay        | 90+1     | 82       | 66       | 90       | 332      | 2           | 2              | 4        | 4        | Abréviations et symboles : TT : Total de minutes jouées MJ : Nombre de matchs joués MT : Matchs joués en tant que titulaire : but : passe décisive : joueur entré : joueur remplacé : capitaine : carton jaune : carton rouge |
| Quincy Promes        |          |          | 24       | 33       | 57       |             |                | 2        | 0        | Abréviations et symboles : TT : Total de minutes jouées MJ : Nombre de matchs joués MT : Matchs joués en tant que titulaire : but : passe décisive : joueur entré : joueur remplacé : capitaine : carton jaune : carton rouge |
| Donyell Malen        | 1        | 26       | 66       | 57       | 150      |             | 2              | 4        | 2        | Abréviations et symboles : TT : Total de minutes jouées MJ : Nombre de matchs joués MT : Matchs joués en tant que titulaire : but : passe décisive : joueur entré : joueur remplacé : capitaine : carton jaune : carton rouge |
| Wout Weghorst        | 88       | 64       | 24       | 17       | 193      | 1           |                | 4        | 2        | Abréviations et symboles : TT : Total de minutes jouées MJ : Nombre de matchs joués MT : Matchs joués en tant que titulaire : but : passe décisive : joueur entré : joueur remplacé : capitaine : carton jaune : carton rouge |
| Cody Gakpo           |          |          | 12       |          | 12       |             |                | 1        | 0        | Abréviations et symboles : TT : Total de minutes jouées MJ : Nombre de matchs joués MT : Matchs joués en tant que titulaire : but : passe décisive : joueur entré : joueur remplacé : capitaine : carton jaune : carton rouge |

| Buts | Joueurs             | Adversaires                 |
| ---- | ------------------- | --------------------------- |
| 3    | Georginio Wijnaldum | Ukraine, Macédoine du Nord  |
| 2    | Memphis Depay       | Autriche, Macédoine du Nord |
| 2    | Denzel Dumfries     | Ukraine, Autriche           |
| 1    | Wout Weghorst       | Ukraine                     |

| Passes | Joueurs       | Adversaires                 |
| ------ | ------------- | --------------------------- |
| 2      | Memphis Depay | Autriche, Macédoine du Nord |
| 2      | Donyell Malen | Autriche, Macédoine du Nord |
| 1      | Nathan Aké    | Ukraine                     |